# Typhlichthys
Typhlichthys é um género de peixe da família Amblyopsidae.
Este género contém as seguinte espécie:
- Typhlichthys subterraneus